# Мишколц
Мишколц (мађ. Miskolc; раније Мишколац) је регионални центар северне Мађарске и главни град жупаније Боршод-Абауј-Земплен. Мишколц је четврти по величини град у Мађарској, после Будимпеште, Дебрецина и Сегедина.
Град има 169.226 становника према подацима из 2010. године.
Овде постоје ФК Атила Мишколц и ФК Мишколц Вашуташ.

## Порекло назива
Град је добио име по угарском племену Мишкоц.

## Географија
Град Мишколц се налази у северном делу Мађарске, на свега 35 км од словачке границе. Од престонице Будимпеште град је удаљен 180 километара североисточно. Са Будимпештом је повезан добрим саобраћајним везама (савремени ауто-пут М3).
Град Мишколц се налази на северном ободу Панонске низије, на надморској висини од 110-120 м. Северозападно од град издиже се планина Аваш. Источним ободом града протиче река Шајо. Клима у граду је умерено континентална.

## Историја
Подручје Мишколца насељено још у време праисторије. По доласку Мађара у Панонију на месту данашњег града образовало се сеоско насеље. Први помен града је из 1210. г. 1365. године у време краља Лајоша I Анжујског Мишколц је постао познато трговиште. Град се почиње нагло развијати све до средине 16. века. Тада град спаљују Османлије и Мишколц остаје дуго погранични град тадашње „окрњене“ Угарске, па град назадује.
Године 1559. пало је пет метеора величине људске главе код Мишколца.
1687. г. Леополд I Хабзбуршки ослобађа Мишколц турске власти и град добија градска права. Међутим Ракоцијев устанак почетком 18. века доноси ново пропадање града. Са даљом хабзбуршком влашћу враћа се и мир. Град у 18. веку се брзо развија и постаје важно културно, привредно и управно средиште.
Дана 19. јула 1843. године био је велики пожар у Мишколцу, током којег је изгорело 1400 кућа, калвинистичка црква и православна школа. За шест сати изгорело је 2/3 тог лепог и богатог места са бројним зградама и институцијама у њима. Многи Срби су организовано скупљали по својим општинама помоћ за пострадале.
У Мишколцу је неколико пута годишње одржаван вашар: 16. фебруара, 25. марта, о Вазнесењу Господњем, 2. јула, 26. августа, 18. октобра, 16. децембра.
Током Револуције 1848-49. Мишколц је није имао значајну улогу, па није значајније страдао. Међутим, град је тешко оштетила поплава из 1878. године. После поплаве подигнуте су многе нове грађевине, а град се и бројчано повећавао.
После Првог светског рата град се прво нашао у власти чехословачке војске (1919. г.), а после враћања новооснованој мађарској републици град постаје средиште северног дела државе, што му омогућава нови развој. У ово време започет је развој тешке индустрије у граду, што је обележило његов развој све до краја 20. века. Током Другог светског рата Мишколц је тешко страдао при уласку совјетске војске у град крајем 1944. године, али је брзо обновљен. Током друге половине века град је доживео поново развој и раст становништва (са 110 хиљада после рата на 210 хиљада почетком 90их година) захваљујући пре свега развоју тешке индустрије. Током протеклих година транзиције, управо пропадање великих комбината тешке индустије довело је до значајне кризе у граду, веће него у случају других градова у држави, па је град у ово време изгубио око 15% становништва.

## Становништво
По процени из 2017. у граду је живело 157.177 становника.
| 1990.   | 2001.   | 2011.   | 2017.   |
| ------- | ------- | ------- | ------- |
| 196.442 | 184.125 | 167.754 | 157.177 |

Мишколц је данас четврти је град по величини у држави (претекао га је Дебрецин пре десетак година). Град се последњих година опоравља захваљујући подстицању економије и промета.
Становништво Мишколца махом чине Мађари.

## Срби у Мишколцу
У Мишколцу је била сложна колонија Срба и Цинцара. Постојала је грчко-српска школа, а њен учитељ 1727. године био је Јован Апостоловић. Забележен је од званичне администрације 1753. године у Мишколцу, трговац Стерија - предак по оцу, познатог књижевника Јована Стерије Поповића, из Вршца. Дата је 1754. године у руке синђелија јереју Михаилу из Мосхопоља - Албаније, у "компанији мишковачкој" (тј. Мишколцу). Посланик српског црквено-народног сабора у Темишвару 1790. године био је Ђорђе Петаки трговац из Мишколца.
Православна општина у Мишколцу се жалила на црквено-народном сабору 1790. године да су православна црква и школа у месту подвргнути контрибуцији (државном порезу). Тражили су још једну сесију земље да боље издржавају свештеника. Трговац Никола Јовановић је 1806. године на молбу митрополита Стратимировића приложио 1.000 ф. за карловачко "благодејаније".
Монументална познобарокна српска православна црква посвећена Св. Науму грађена је 1785-1786. године. Култ Св. Наума су поштовали Цинцари. Његова служба и житије штампани су 1741. године у Москопољу. Михајло Готинис из Мишколца, поклонио је велики број бакрореза "Манастир Св. Наума на Охридском језеру". Оригиналну плочу је оставио на чување православној цркви у Мишколцу. Репрезентативни дуборезбарени иконостас рад је Николе Јанковића, завршен 1791. године. Иконе и зидни живопис сводова је сликао последњих година 18. века сликар Антун Кухлмајстер са сарадницима. Иконе у горњим зонама иконостаса радови су непознатих грчких иконописаца.
У Мишколцу је 1811. године установљена једна грчко-влашка школа за тзв. Цинцаре, који су за њено отварање брзо скупили 25.180 ф. у њој се поред ново грчког језика и стари римски тј. латински предаје. Јован Маврокатије био је 1818. године учитељ грчког језика у Мишколцу.
Поп Милош Јанковић родом из Старе Кањиже, протопрезвитер у Новом Бечеју умро је 1892. године. Током свештеничке каријере, био је средином 19. века извесно време парох у Јегри, па Мишколцу од 1882. године.
Знамениту књигу, коју је превео на српски језик учени Стефан Живковић, купио је 1814. године у Мишколцу претплатник Деметер Ливери купац. Модерну историју читао је 1823. године парох у Мишколцу, поп Георгије Поповић. Из вредне Магарашевићеве књиге могао се сагледати ток историје за описан период 1809-1821. године. Исти поп Георгије Поповић био је и пренумерант српске књиге 1828. године - из места "Мишковац". Као претплатник он је активан 1826. и 1831. године.
Године 1833. Боршодска жупанија је тражила да се матични протоколи при православној цркви у Мишколцу воде на мађарском језику. Епископ Станковић је то игнорисао. Позоришну игру преведену на српски језик, набавио је 1838. године Георгије Поповић члан и Жупанијске и Епархијске скупштине, из Мишколца.
Дана 19. јула 1843. године у великом пожару у Мишколцу изгорела је православна школа, а црква срећом није претрпела страдање. Путем српских новина штампан је потресан апел за помоћ унесрећеним људима. Сав остварен приход од нове књиге Јована Суботића: "Беч и његове знатности" аутор је 1843. године наменио пострадалим у Мишколцу.
Године 1843. путем новинског огласа "Православно восточно исповеданија Опшчество у Мишколцу" тражило је за цркву једног "пјевца" који би био и способан за учитеља. Услов је да зна мађарски, грчки и немачки језик да говори. Понуђена плата је била 500 ф, три хвата дрва за огрев и "обиталиште". Православни парох мишколчки поп Јован Поповић био је 1851. године претплатник "Сербсог летописа" Матице српске.
За Карловачку српску гимназију велике прилоге су дали богати и пожртвовани људи са свих страна Српства. Тако су из Мишколца 1853. године српској образовној институцији помоћ у новцу пружили: Павел от Сонте са 500 ф. и Михаил Кампоморе са 1000 ф.
Пренумеранти једне српске књиге били су 1855. години читаоци из Мишколца: Георгије Поповић "парох гречески" (грчки), намесник и члан конзисторије и Петар Поповић стаклар.
Одлуком деветог Угарског сабора из 1864. године, управу над православном парохијом у Мишколцу и трима парохијским филијалама пренета је да Будимску епархију. Такво стање је било до 1918. године, када се распала бивша царевина Аустро-угарска.
Дописник из Мишколца је 1875. године изнео своја запажања о ситуацији у том месту. Ту је некад у том крају било много Срба и Грка, а у самом Мишколцу бивало је до 100 православних душа, али сада их готово и нема више. Јадао се да не само што нема подмлатка српског него неће ни спомена ни трага остати о Србима у Мишколцу. "Јер како смо се ми сами оставили и Бог нас је оставио и напустио на нас сваку беду и страхоту...". Имали су ту цркву још 1787. године изграђену, златом и сребром накићену. Али 27. јуна 1875. године око пет сати поподне, смркло се одједном а са Карпата је кренуо силан ветар са кишом и ледом. Страдала је црква, пало је позлаћено кубе преко цркве на једну страну, а бакарног половина на другу страну цркве. Друга половина кубета паде право на крв цркве и скроз је провали. Крст са златном јабуком скроз је полупан. Штета је из прве руке процењена на 20.000 ф. Сво лепо дрвеће и воће у порти је почупано из корена. Жалио се дописник: "Можемо оправити цркву, али коме ћемо је оправљати, кад не буде Србина да је чува, неће ни ње бити...". Мишколц је опет страдао од бујице, од велике кише током провале облака 31. августа 1878. године. Измерено је наводно 144 мм дебљине воденог талога у граду.
Када је 1880. године славио епископ будимски Арсеније Стојковић "педесетогодишњицу" пастирског рада, честитала му је и српска црквена општина из Мишколца. Тада су њени активни чланови били: поп Емилијан Марко парох и члан Конзисторије, Трифон Жикић учитељ, Јован Кончек "певац" (појац), Георгије Зимзифа поседник, Александар Манојловић варошки капетан, Јосиф Манојловић варошки књиговођа, Милутин Стојковић поштар, Тимотеј Жикин варошки писар, Стеван Поповић варошки "благоофицал", Јован Врбчевић, Марко Вучковић званични телеграфист, Пера Јовановић гостионичар, Вартоломеј Тиса апотекар и Никола Самарџија поручник.
Године 1894. извршен је званичан увид од стране епархије, у стање православна цркве и црквене општине у Мишколцу. Тамошњи парох и душепопечитељ био је Румун, поп Аурел Моц. Рукоположен је 1890. године у Араду и опслуживао је поред матичне парохије и парохијске филијале Токај, Унгвар и Ђенђеш. У Мишколцу се православне црквене матрикуле воде на мађарском језику, од стране пароха. у самом Мишколцу је 26 православних душа а заједно са филијалама њихов број износи 33 који ту стално пребивају. Црква у Мишколцу је у врло добром стању, споља и унутра. Велика је и богато украшена, са свим утварима и сасудима снабдевена. Та црквена општина спада у македо-валахијске општине, и има потпуну аутономију (од 1868), а признаје само духовну власт српске јерархије. Зато није хтела да да имовинске податке о себи. Ипак је епархијски ревизор Лукијан сазнао да је то богата општина, која има неколико кућа вредних 200.000 ф. а доносе бруто приходе од 8000 ф. годишње. То се троши на пароха, црквењака, појце итд. Здања су та у врло добром стању, и од пожара осигурана. Постоји Заклада покојног Константина Деметровића из Токаја, у износу од 210 ф. уложених у тамошњој штедионици, са циљем да се од камате издржава православни парох у Мишколцу, што овај и чини.
Браћа Падићи трговци, родом из Мишколца, завршили Трговачку академију у Новом Саду
Био је 1861-1864. године поп Попов протонамесник у Мишколцу, сарадник "Србског дневника" из Новог Сада. Прилог су дали мештани Мишколца јануара 1866. године на Беседи са забавом, Будимско-пештанске омладине. Били су то: поп Емилијан Марго православни парох, Петар Поповић стаклар и тутор, Матеј Ивачковић ц и к чиновник, Стеван Љубибратић арендаш, Вартоломеј Чисарик апотекар, Стеван Поповић трговачки калфа и два ученика Лицеја.
Године 1881. трговац из Мишколца Никола Јовановић је дао прилог 1000 ф. за Фонд за подизање митрополије.
У Мишколцу је 1888. године било 84 Србина православна, а 1900. године само 26 душа.
Раскалуђер Васа Пелагић је био протеран у Мишколц, и тамо у интернацији провео годину дана 1877.
Био је 1918. године поп Богдан Дејановић парох српске филијале у Мишколцу. У време преврата, те јесени Мишколц се нашао усред револуционарног врења, у распаднутој, у рату пораженој држави. Репресије револуционарних мађарских маса су га довеле у опасност, па је поп Богдан да би спасао живу главу у метежу, предао управу над црквом у Мишколцу и припадајућим филијалама, и сав црквено-општински иметак, грчком архимандриту, и склонио се. Када се ситуација смирила и уведен ред, држава Мађарска је преко владе, преузела управу над православним имањима. Власти Краљевине СХС, преко Министарство вера, тражиле су 1924. године да се то све преда (и архива), законском заступнику архидијецезе будимске др Георгију Зубковићу.
Почетком 21. века постоји православна црква у месту али није одавно српска. Под јурисдикцијом је Мађарске православне црквене општине која потпада под Московску патријаршију. Православци су одавно сахрањивани у римокатоличко гробље. После санација истих, стари православни споменицу се пренети у црквену порту. Ту се налазили и аутентични споменици од 18. века, са епитафима исписаним на мађарском или мање - на грчком језику. Укупно је сада у порти 39 споменика.

## Образовање
Најважнија градска образовна установа је Мишколачки универзитет, основан 1949. г.

## Партнерски градови
- Ашафенбург
- Asan
- Бургас
- Кливленд
- Катовице
- Кошице
- Острава
- Тампере
- Валансјен
- Вологда
- Кајсери

## Галерија
- Ержебетин трг
- Једна од пешачких улица
- Градска кућа Мишколца
- Главна римокатоличка црква
- Градско позориште
- Трамваји у Сечењи улици
- Градска синагога